# Au Pont Saint-Martin (Strasbourg)
Pour les articles homonymes, voir Pont-Saint-Martin.
Au Pont Saint-Martin de Strasbourg est une maison alsacienne à colombages de style Renaissance strasbourgeoise du XVIe siècle, du quartier historique de la Petite France, dans le Bas-Rhin en Alsace. Cette ancienne tannerie strasbourgeoise est un des restaurants-winstub-bierstub traditionnels et institutionnels de Strasbourg depuis le début du XXe siècle.

## Histoire
Cet édifice monumental pittoresque alsacien du XVIe siècle est construit dans l'ancien quartier des tanneurs de Strasbourg, au 15 rue des Moulins, au bord de l'Ill qui sépare la Petite France de la Grande Île de Strasbourg. 

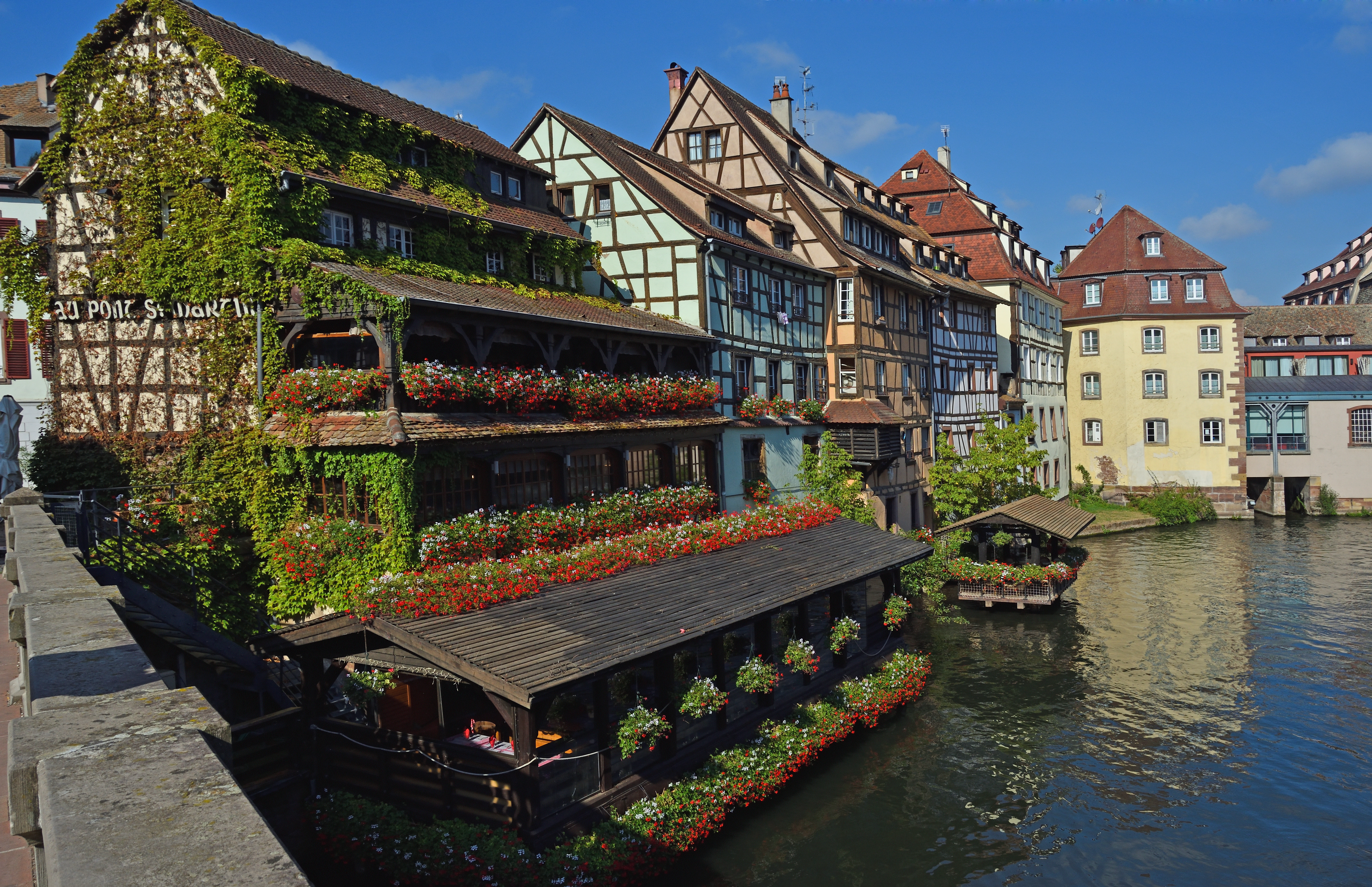
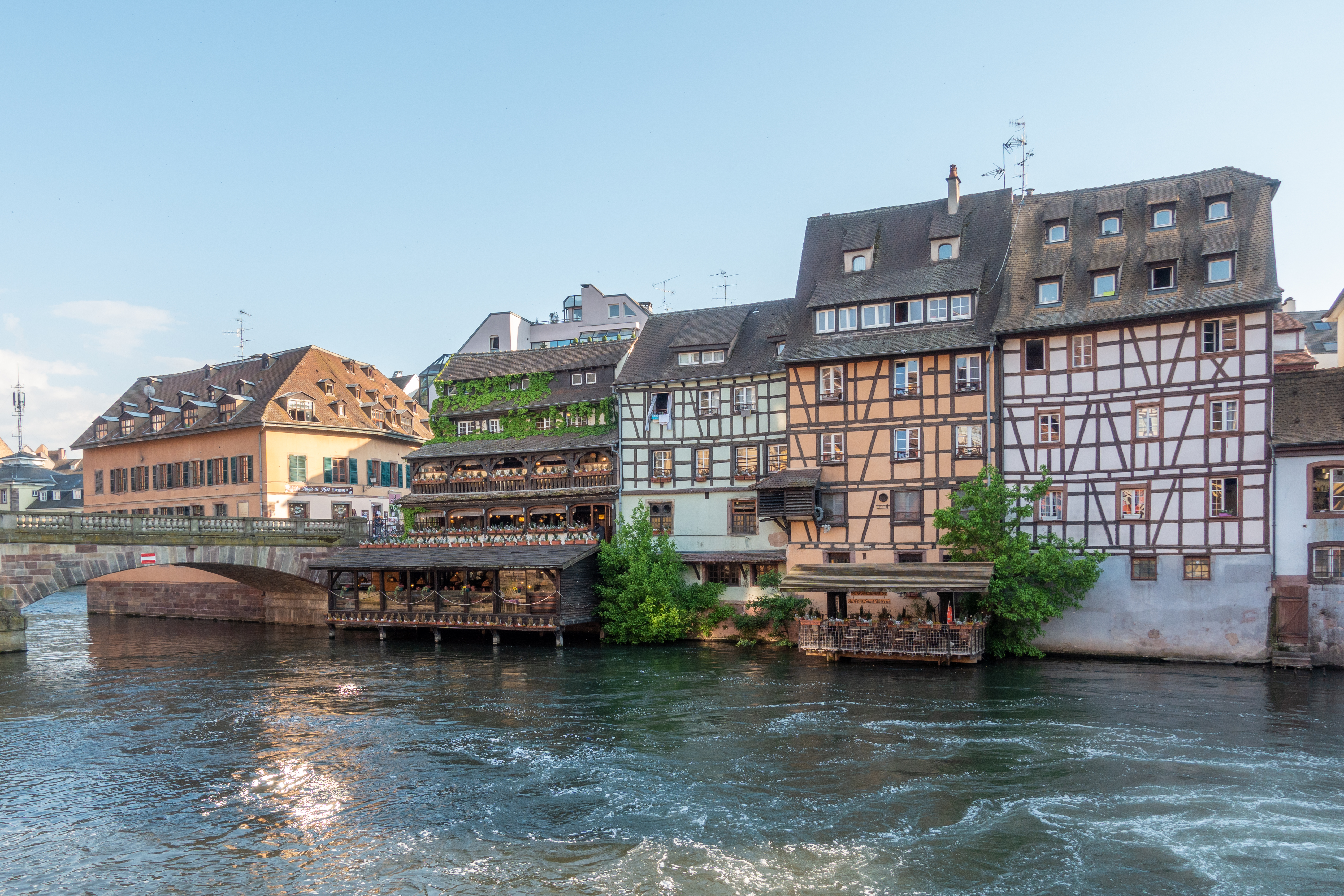
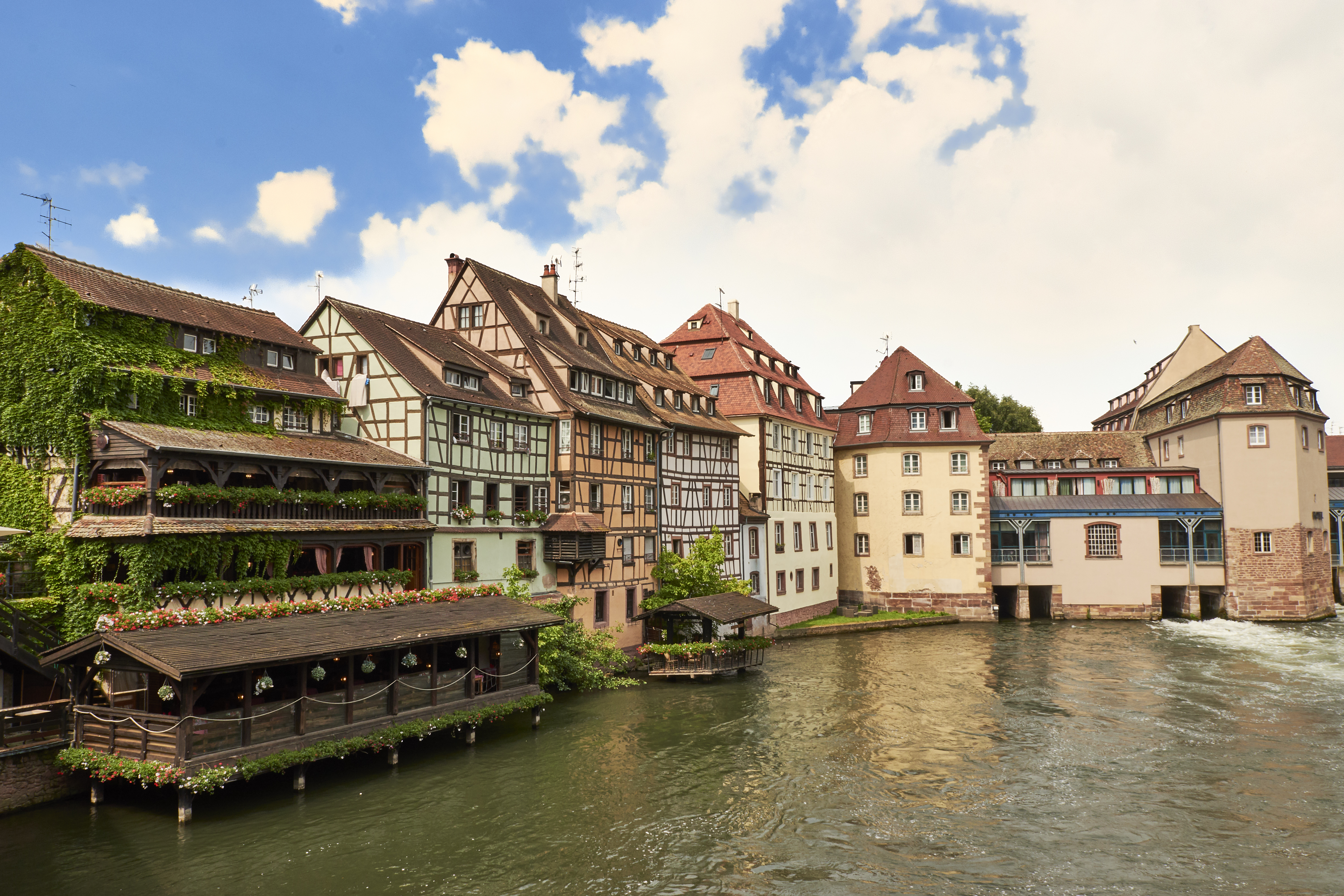

Il est voisin du pont Saint-Martin (dont il reprend le nom), en face de l'église Saint-Martin, à proximité des anciennes Glacières de Strasbourg, place Benjamin-Zix, maison des Tanneurs, pont du Faisan, ou encore maison au 40, rue du Bain-aux-Plantes...

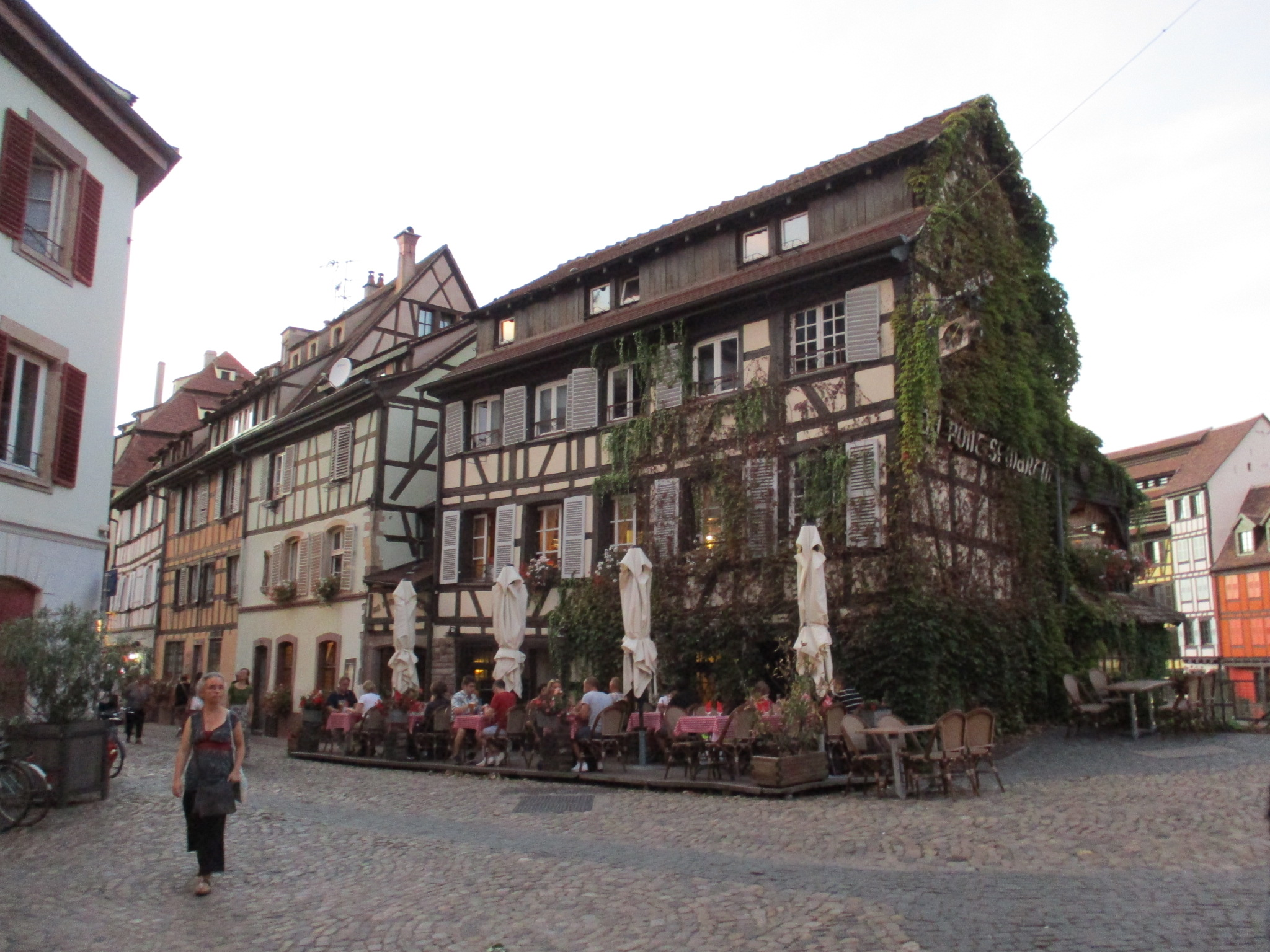
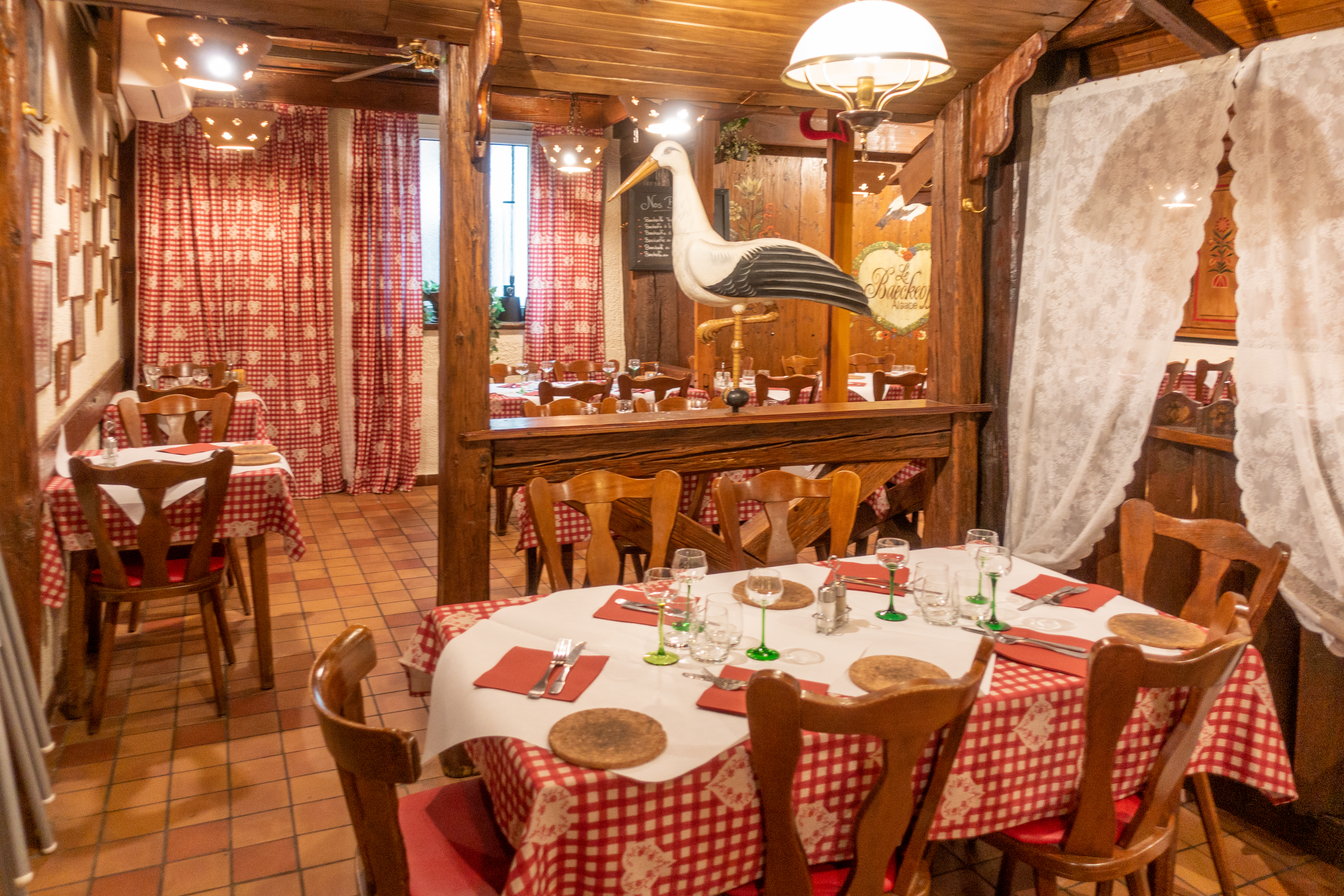
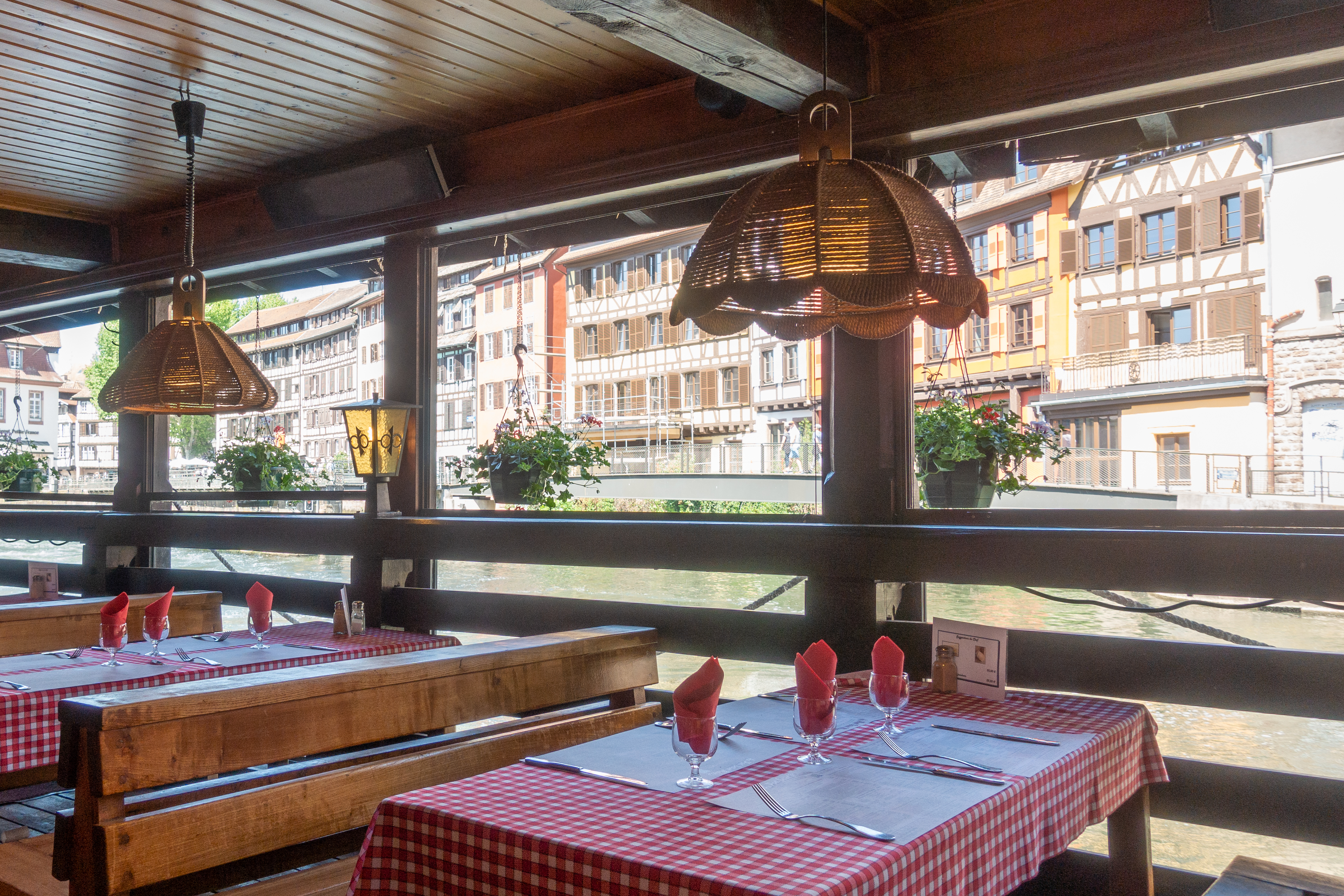

## Architecture
Cette maison à colombages et pan de bois alsacienne, typique de la fin du Moyen Âge et du début de la Renaissance strasbourgeoise du XVIe siècle, est construite sur trois étages, avec son ancien quai de tannage en bois sur l'Ill, sa façade recouverte de geraniums typiques et de vigne vierge, et ses anciens vastes greniers aérés de séchage de tannerie sous sa toiture à tuile alsacienne. 

## Restaurant winstub-bierstub
La maison est depuis le début du XXe siècle un restaurant-winstub-bierstub alsacien institutionnel de Strasbourg, avec sa cuisine alsacienne traditionnelle.